# Тищенко, Анатолий Анатольевич
Анатолий Анатольевич Тищенко (род. 18 июля 1970, Таганрог) — советский и российский гребец на байдарке, заслуженный мастер спорта СССР (1990), семикратный чемпион мира, двукратный чемпион СССР, чемпион России 1990—2004.

## Биография
На чемпионате мира 1989 года вместе с Сергеем Калесником занял второе место в заплыве байдарок-двоек на 500 метров. На чемпионате мира 1990 года вместе с ним же выиграл золото в двойках и серебро в четверках.
На летних Олимпийских играх 2004 года в Афинах в двойке с Владимиром Грушихиным занял девятое место на дистанции 500 метров и дошёл до стадии полуфиналов на 1000 метров.

## Награды и звания
- Медаль ордена «За заслуги перед Отечеством» II степени (6 января 1997 года) — за заслуги перед государством и высокие спортивные достижения на XXVI летних Олимпийских играх 1996 года[1]

## Память

Памятный знак на Ростовском гребном канале

На одной из аллей Гребного канала в Ростове-на-Дону Анатолию Тищенко установлен памятный знак.